# فرودگاه فلایینگ دابلیو
فرودگاه فلایینگ دابلیو (به انگلیسی: Flying W Airport) یک فرودگاه همگانی بهره‌برداری هوایی است که یک باند فرود آسفالت دارد و طول باند آن ۱۰۶۶ متر است. این فرودگاه در کشور ایالات متحده آمریکا قرار دارد و در ارتفاع ۱۵ متری از سطح دریا واقع شده است.